# 경주 남고루
경주 남고루(慶州 南古壘)는 대한민국 경상북도 경주시에 있는 고려시대의 성곽이다. 1963년 1월 21일 대한민국의 사적 제17호로 지정되었다.

## 개요
경주 대능원의 남쪽 입구에서부터 동쪽으로 황오동 고분군을 둘러싸면서 다시 북쪽으로 북천에 이르는 방어용 시설물인 토루(土壘)이다.
경주시의 개발로 대부분 파손되고 지금은 일부에 흔적만 남아있다. 1936년 조사당시 밑넓이 9.5m, 외벽높이 3.5m, 내벽높이 2m로 확인되었으며, 신라의 고분군 또는 반월성(半月城)과 연관성이 없는 점, <고려사>의 1012년 경주에 축성했다는 기록과 <동경잡기(東京雜記)>의 고려 현종 때 전라·충청·경상 3도의 군졸을 동원하여 북천의 석축 제방을 쌓았다는 기록, 그리고 현재의 위치·두께 등으로 미루어보아 고려 때 읍성의 수재를 막기 위해 쌓은 제방이었던 것으로 추측된다.
1993년 부분적인 조사를 통해 성벽의 기초 석축과 인공적으로 물이 흐르도록 한 방어시설인 해자가 확인되어, 고려시대 읍성의 외성일 가능성도 가지고 있다.

## 갤러리

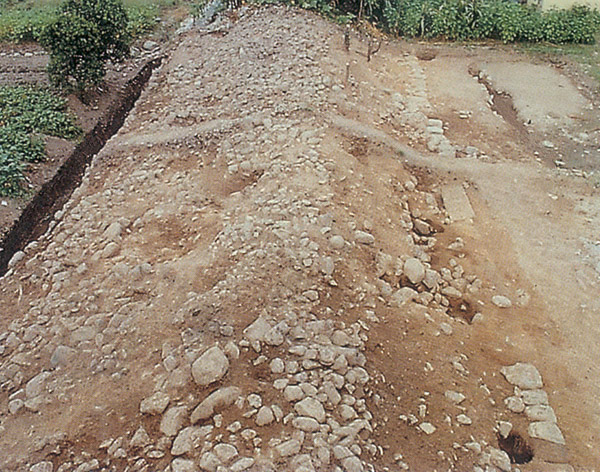
성동동24번지수목제거후토루노출상태
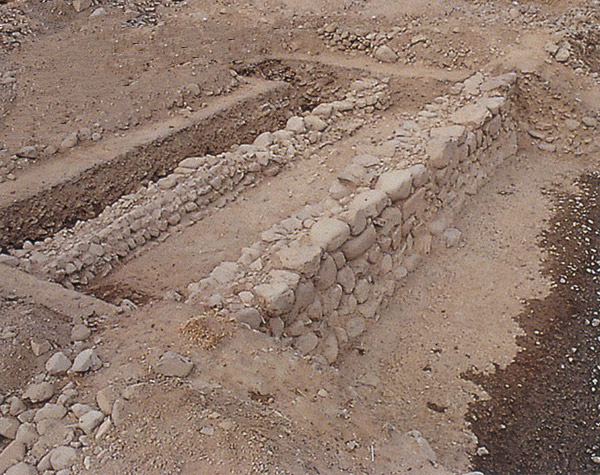
황오동68-1번지석축벽노출상태
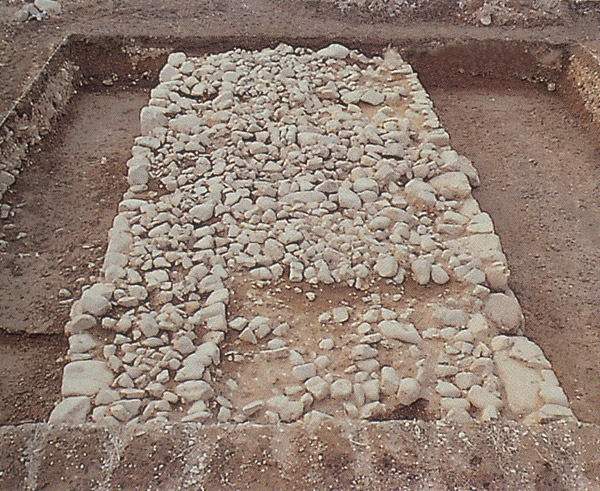
황오동28번지석축벽노출상태
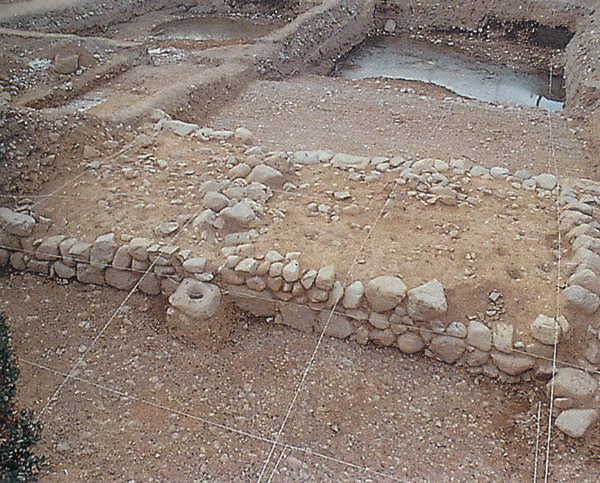
성동동24번지석축벽및물웅덩이노출상태
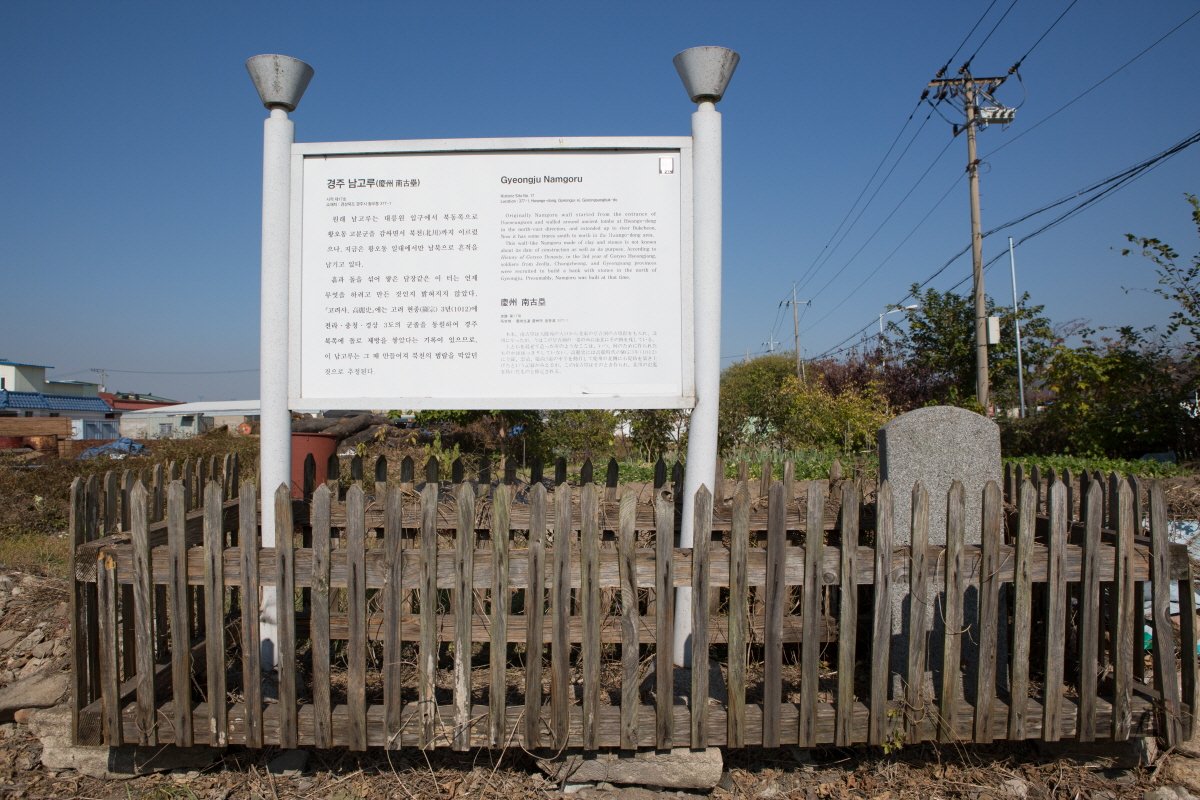
경주남고루 전경1
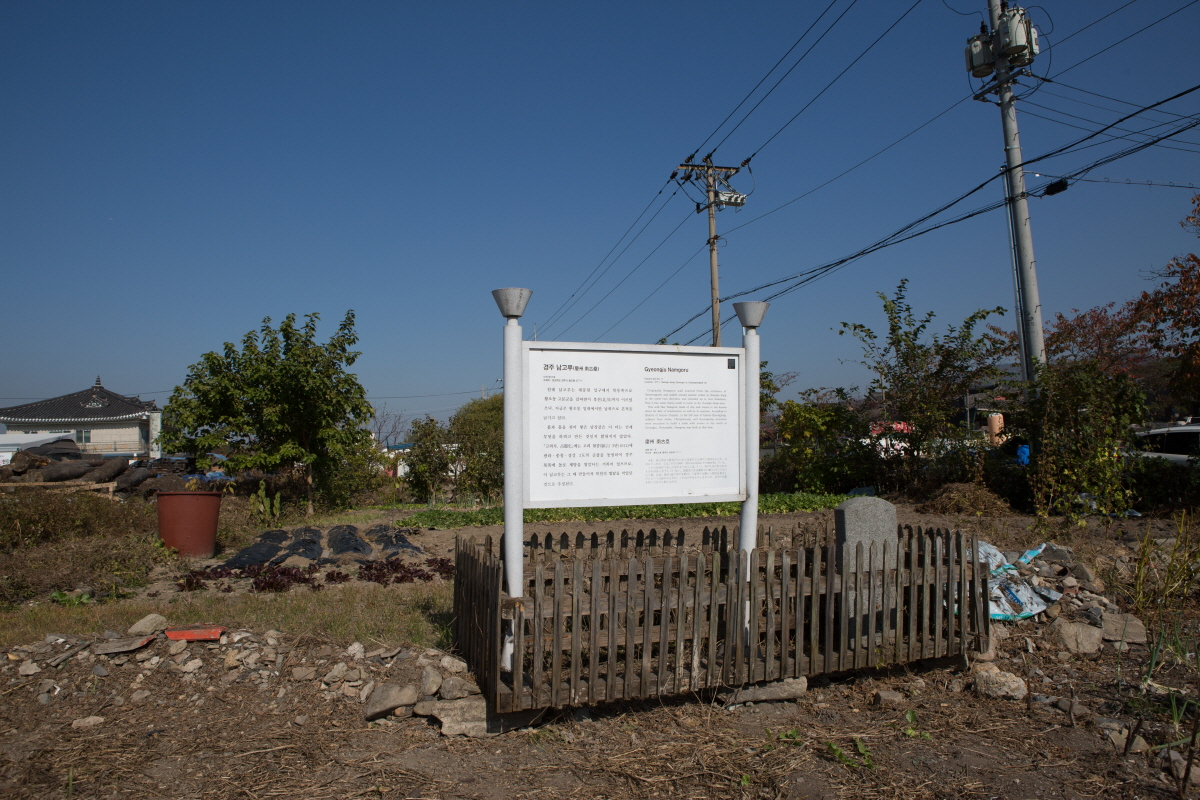
경주남고루 전경2

## 참고 자료
- 경주 남고루 - 국가유산청 국가유산포털